# Bartosz Łazarski
Bartosz Łazarski (ur. 25 lipca 2007) – polski koszykarz, występujący na pozycjach rozgrywającego lub rzucającego obrońcy, od 2023 zawodnik Anwilu Włocławek.
31 lipca 2023 przedłużył umowę z Anwilem Włocławek.

## Osiągnięcia
Stan na 2 maja 2024, na podstawie, o ile nie zaznaczono inaczej.

### Drużynowe
Seniorskie
- Mistrz FIBA Europe Cup (2023)
- Uczestnik międzynarodowych rozgrywek FIBA Europe Cup (od 2022)

Młodzieżowe
- Wicemistrz Polski młodzików (2018)

### Reprezentacja
- Uczestnik mistrzostw Europy U–16 (2023 – 9. miejsce)